# Шендеров
Ше́ндеров (укр. Шендерів) — село в Тывровском районе Винницкой области Украины.
Код КОАТУУ — 0524587301. Население по переписи 2001 года составляет 280 человек. Почтовый индекс — 23334. Телефонный код — 4355.
Занимает площадь 15,888 км².

## Адрес местного совета
23334, Винницкая область, Тывровский р-н, с. Шендеров, ул. Молодёжная, 1а